# Michelle Williams (nadadora)
Michelle Williams –también conocida por su nombre de casada Michelle Toro– (Pretoria, Sudáfrica, 2 de enero de 1991) es una deportista canadiense que compite en natación, especialista en el estilo libre.
Participó en los Juegos Olímpicos de Río de Janeiro 2016, obteniendo una medalla de bronce en la prueba de 4 × 100 m libre. Ganó dos medallas en el Campeonato Mundial de Natación en Piscina Corta de 2016, oro en la prueba de 4 × 50 m libre y bronce en 4 × 50 m libre mixto.

## Palmarés internacional
| Juegos Olímpicos                    | Juegos Olímpicos        | Juegos Olímpicos  | Juegos Olímpicos     |
| Año                                 | Lugar                   | Medalla           | Prueba               |
| ----------------------------------- | ----------------------- | ----------------- | -------------------- |
| 2016                                | Río de Janeiro (Brasil) | Medalla de bronce | 4 × 100 m libre      |
| Campeonato Mundial en Piscina Corta |                         |                   |                      |
| Año                                 | Lugar                   | Medalla           | Prueba               |
| 2016                                | Windsor (Canadá)        | Medalla de oro    | 4 × 50 m libre       |
| 2016                                | Windsor (Canadá)        | Medalla de bronce | 4 × 50 m libre mixto |